# Mistrzostwa Polski w Kajakarstwie 1969
33. Mistrzostwa Polski seniorów w kajakarstwie – odbyły się w dniach 28-29 czerwca 1969 w Poznaniu. 

## Medaliści

### Mężczyźni

#### Kanadyjki
| Konkurencja | Złoto                                     | Czas    | Srebro                                           | Czas    | Brąz                                            | Czas    |
| C-1 1000 m  | Jerzy Opara (Zawisza Bydgoszcz)           | 4:36,0  | Czesław Malinowski (KKW 1929 Kraków)             | 4:51,4  | Mieczysław Skokowski (OZOS Olsztyn)             | 4:53,6  |
| C-1 10000 m | Jerzy Opara (Zawisza Bydgoszcz)           | 55:05,0 | Konrad Krawczyk (Zawisza Bydgoszcz)              | 57:51,0 | Kazimierz Góra (Górnik Czechowice)              | 57:54,0 |
| C-2 1000 m  | Maciej Tomyślak Janusz Maj (Warta Poznań) | 4:07.8  | Andrzej Kielan Stefan Sender (Zawisza Bydgoszcz) | 4:11,0  | Piotr Żukowski Waldemar Żukowski (OZOS Olsztyn) | 4:11,8  |
| C-2 10000 m | Maciej Tomyślak Janusz Maj (Warta Poznań) | 49:59,0 | Andrzej Kielan Stefan Sender (Zawisza Bydgoszcz) | 50:53,0 | Piotr Żukowski Waldemar Żukowski (OZOS Olsztyn) | 52:00,0 |

#### Kajaki
| Konkurencja   | Złoto                                                                                         | Czas    | Srebro                                                                          | Czas    | Brąz                                                                           | Czas    |
| K-1 500 m     | Rafał Piszcz (Warta Poznań)                                                                   | 1:57,5  | Zbigniew Niewiadomski (Spójnia Warszawa)                                        | 1:59,4  | Władysław Szuszkiewicz (Wiskord Szczecin)                                      | 1:59,8  |
| K-1 1000 m    | Władysław Szuszkiewicz (Wiskord Szczecin)                                                     | 4:07,0  | Zbigniew Niewiadomski (Spójnia Warszawa)                                        | 4:10,0  | Stefan Hoffman (Zawisza Bydgoszcz)                                             | 4:11,2  |
| K-1 10000 m   | Władysław Szuszkiewicz (Wiskord Szczecin)                                                     | 48:20,0 | Ryszard Marchlik (Warta Poznań)                                                 | 48:25,0 | Zbigniew Grajkowski (Zawisza Bydgoszcz)                                        | 48:28,0 |
| K-2 500 m     | Rafał Piszcz Zdzisław Tomyślak (Warta Poznań)                                                 | 1:44,0  | Józef Włodek Jerzy Dziadkowiec (Nadwiślan Kraków)                               | 1:45,8  | Wojciech Gołębiewski Witold Pawelec (Zawisza Bydgoszcz)                        | 1:46,6  |
| K-2 1000 m    | Ryszard Marchlik Tadeusz Kmieć (Warta Poznań)                                                 | 4:48,2  | Wojciech Gołębiewski Witold Pawelec (Zawisza Bydgoszcz)                         | 4:50,0  | Konrad Szala Henryk Kortas (Zawisza Bydgoszcz)                                 | 4:50,8  |
| K-2 10000 m   | Krzysztof Brzozowski Kazimierz Jeremicz (Wiskord Szczecin)                                    | 44:58,6 | Jerzy Malujdy Andrzej Matysiak (Energetyk Poznań)                               | 45:08,0 | Andrzej Iwańczyk Ewald Janusz (Górnik Czechowice)                              | 45:13,0 |
| K-4 1000 m    | Spójnia Warszawa Władysław Zieliński Jacek Zieliński Zbigniew Niewiadomski Wiesław Kołosiński | 3:17,8  | Zawisza Bydgoszcz Michał Skobała Michał Brzuchalski Jerzy Kufel Kazimierz Nikin | 3:20,6  | Górnik Czechowice Andrzej Iwańczyk Ewald Janusz Stefan Jesionowski Józef Horoś | 3:22,2  |
| K-4 10000 m   | Górnik Czechowice Andrzej Iwańczyk Ewald Janusz Stefan Jesionowski Józef Horoś                | 40:17,0 | Zawisza Bydgoszcz Michał Skobała Michał Brzuchalski Jerzy Kufel Kazimierz Nikin | 40:19,0 | Górnik Czechowice II                                                           | 40:56,0 |
| K-1 500 m x 4 | Warta Poznań Rafał Piszcz Ryszard Marchlik Tadeusz Kmieć Zdzisław Tomyślak                    | 8:39,4  | Nadwiślan Kraków                                                                | 8:45,8  | Zawisza Bydgoszcz                                                              | 8:49,0  |

### Kobiety

#### Kajaki
| Konkurencja | Złoto                                                                              | Czas   | Srebro                                                                      | Czas   | Brąz                                                                             | Czas   |
| K-1 500 m   | Izabella Antonowicz (Motława Gdańsk)                                               | 2:18,0 | Jadwiga Doering (Motława Gdańsk)                                            | 2:19,8 | Elżbieta Hauptman (Skra Warszawa)                                                | 2:21,8 |
| K-2 500 m   | Jadwiga Doering Izabella Antonowicz (Motława Gdańsk)                               | 2:03,6 | Krystyna Piaskowska Agnieszka Wyszyńska (Skra Warszawa)                     | 2:06,6 | Maria Bem (Budowlani Nowa Huta) Janina Kin (Start Nowy Sącz)                     | 2:09,6 |
| K-4 500 m   | Skra Warszawa Agnieszka Wyszyńska Krystyna Piaskowska Elżbieta Hauptman Ewa Zapała | 1:58,0 | osada kombinowana (Kraków) Maria Bem Janina Kin Jolanta Książek Zofia Kowal | 1:59,2 | Motława Gdańsk Izabella Antonowicz Jadwiga Doering Maria Zapart Maria Sylwańczyk | 2:00,8 |